# بنجاب كينغز
بنجاب كينغز هو فريق كريكت من البنجاب، الهند. تأسس عام 2008 ويشارك في الدوري الهندي الممتاز.

## روابط خارجية
- الموقع الرسمي
.